# دوارات محورية

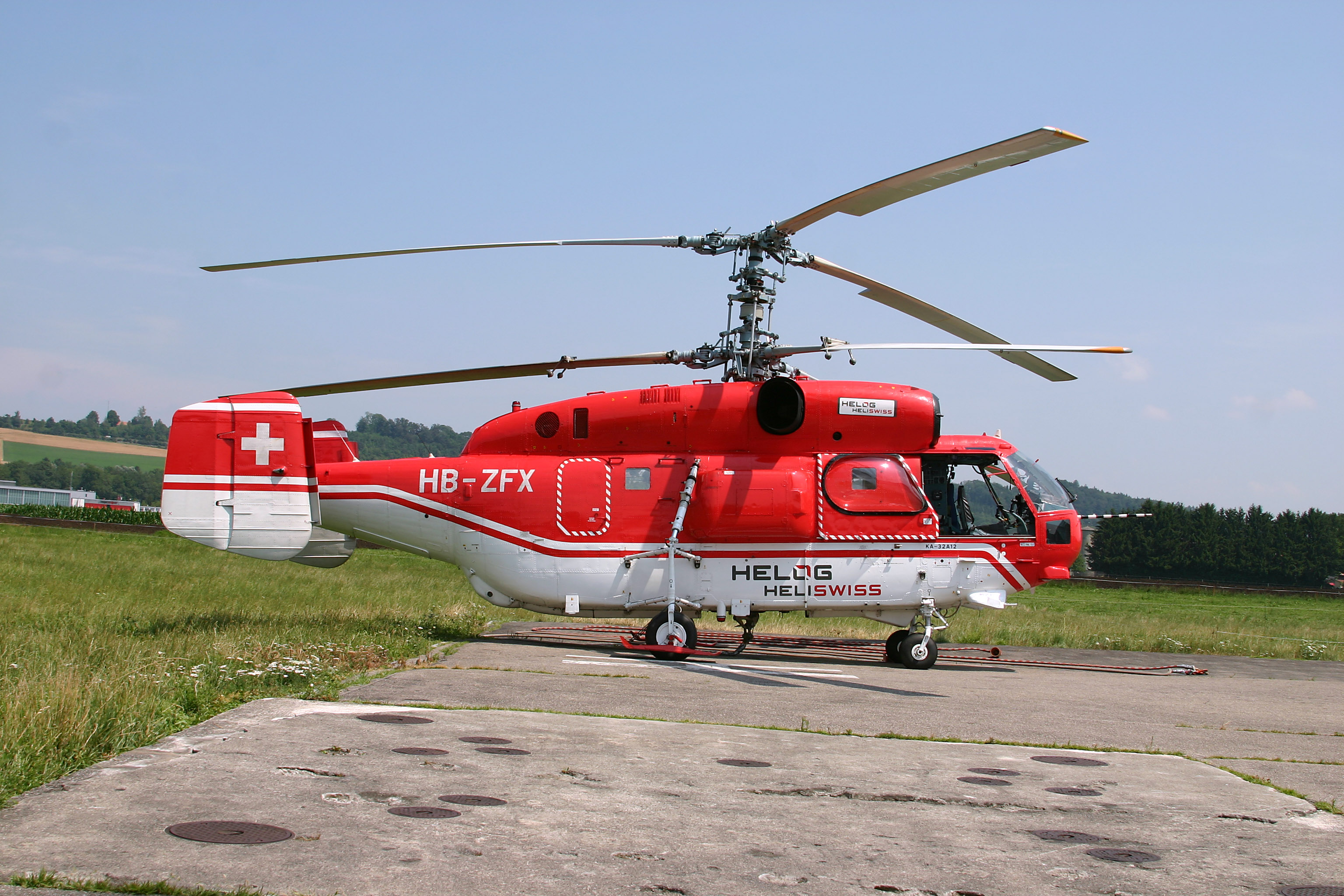

دوارات محورية (بالإنجليزية: Coaxial rotors)‏ هي مروحية بها دواران اثنان يدوران باتجاهين متعاكسين، ولكنها مثبتان على سارية واحدة، واحد فوق الآخر. هذا التشكيل هو سمة من سمات المروحيات التي تصنعها شركة كاموف الروسية لصناعة المروحيات.

## الاعتبارات النظرية والعملية

### عزم زاوي
أحد المشاكل التي تعترض المروحية ذات الدوار الرئيسي المفرد هو قابلية جسم المروحية للف بالإتجاه المعاكس لحركة الدوار لحظة إقلاعها. وهذا بسبب أساسيات المحافظة على العزم الزاوي، فممارسة عزم الدوران على ريش الدوار فإن محرك المروحية سيعطي كمية كبيرة من عزم زاوي لولبي للريش. فغياب أي قوة خارجية متصلة بالأرض، فإن العزم الزاوي للريش يجب أن يتوازن بواسطة تغيير العزم الزاوي للهيكل للمحافظة على العزم الزاوي الإجمالي. فعندما تدور الريش فإنها تطبق عزم دوران معادل ومعاكس للهيكل، مما يجعل الهيكل ينتج عزم زاوي للإتجاه الآخر. وهذا يفسر قابلية الهيكل باللف بالاتجاه المعاكس.
لذلك تم وضع دوار خلفي للمروحية لمعاكسة دوران جسم المروحية، فالدوار الخلفي يعطي عزم زاوي ثابت للهيكل (ومعاكس لما ينتجه الدوار الرئيسي) فيبقي المروحية ثابتة بالجو ومستوى طيران متزن. تغيير عزم الدوران المبذول من الدوار الخلفي لهيكل المروحية (ومن ثم تغيير كمية الزخم الزاوي الداخل) يسهل التحكم بالالتفاف. وهذا يعطي المروحية خاصية المناورة القصوى من أن تحوم وتدور حول محور الدوار الرئيسي. التحكم بحركة الدوران بتصميمات ليس بها دوار خلفي يكون بالحصول على مجموعتين من ريش دوارة تدور باتجاه معاكس لبعضها البعض، فحركتهما تلغي العزم الزاوي للآخر. فالدوارات المحورية حلت مشكلة العزم الزاوي وذلك بدوران كل دوار بالاتجاه المعاكس للدوار الآخر مما ينتج عزم دوران متعادل ومتعاكس لبعضهما فيبقي جسم المروحية ثابتا.

### الرفع غير المتجانس
عندما تسير المروحية ذات الدوار المفرد للأمام، الظاهرة الأخرى التي تظهر نفسها هي ما تسمى رفع غير متجانس، والتي لها القدرة على تشويش توازن الطيران على سرعة معينة. فهذا الرفع يفرض السرعة القصوى على مروحية الدوار المفرد، بتأثير الواقع أن خلال الدورة الواحدة للطبق الدوار، فإن الريش بالأطراف وفي حدود الأداء بتصميم الطائرات تواجه حالتين متناقضتين وغير مستقرتين. بالجهة المتقدمة من طبق الدوار، فإن الشفرات تتحرك من خلال الهواء بسرعة كافية تجعل دفق الهواء خلالهم كسرعة تحت الصوت أو فوق الصوت مما يسبب بتغييرات أساسية لدفق الهواء خلال الريش. بينما الشفرات العائدة بالجهة الأخرى من طبق الدوار تكون سرعتها قليلة بحيث قد تدخل حالة الانهيار للريشة مما لا يمكنها من إنتاج قوة الرفع. فكلا الحالتين الايروديناميكة قد تسبب بطيران غير مستقر.
نظام الدوارات المحورية حلت معضلة الرفع غير المتجانس بحيث يكون وضع الدوار مخفض الرفع ملغي بواسطة زيادة الرفع بالدوار الآخر عند نفس المكان، كذلك العكس صحيح بالإتجاه الآخر، مما يمكن المروحية من الاستمرار بالطيران أسرع من المروحية ذات الدوار المفرد والقطع القاصية تكون أكثر ثباتا خلال الطيران. وبإمكان هذا النوع من المروحيات التحكم التام بالسرعة، ولكن تحصل إشكالية عند دخول طرف الجناح خلال الدوران نطاق السرعة فوق الصوتية، لذلك تظل سرعة الدوار المحوري محدودة عند الطيران تحت أي سرعة وذلك لمنع وصول طرف الريشة لسرعة فوق صوتية تعادل 0.8 رقم ماخ.

### المميزات الأخرى
ميزة أخرى تنشأ من تصميم المحوري هو إضافة حمولة المحرك فدوار الذيل يأخذ بعض من تلك الطاقة والتي يمكن أن يخصص للرفع والدفع، بينما في التصميم المحوري فإن جميع الطاقة الناشئة من المحرك تحول إلى الرفع والدفع. الميزة الأخرى لهذا الشكل هو تقليل الضوضاء، فالمروحية التقليدية تصدر الضوضاء من تفاعل التيارات الهوائية الناشئة من الدوار الرئيسي مع الدوار الخلفي. بالإضافة إلى أن تلك المروحيات بالإمكان تصغير مساحتها فتصبح أصغر حجما مما يجعلها تأخذ مساحة أصغر من غيرها من المروحيات، مما يمكنها بالعمل بالسفن بدلا من حاملات الطائرات، وهذا موجود بالسفن الروسية حيث تحمل مروحيات Ka-25 ذات الدوار المحوري.

### المساوئ
المعوق الأساسي لنظام الدوار المحوري هو زيادة التعقيدات الميكانيكية عند محور الدوار، فالتوصيلات والقرص المتراوح لكلا الطبقان الدواران يجب أن تكون مجتمعة حول عمود الدوار، والذي بدوره ذو تركيبة معقدة بسبب الحاجة لإدارة طبقين دوارين بإتجاهين متعاكسين. فالإحساس الهندسي ينظر إلى نظام الدوار المحوري بأنه أسرع للإخفاق والوهن من الأنظمة الأخرى بسبب كثرة القطع المتحركة والتعقيدات التي بها، على الرغم من مجال الاحتمال في هندسة الطيران يكون دقيقا بما فيه الكفاية لتخفيف هذا الإخفاق. بالإضافة إلى أن مقدرة المناورة لهذا النظام هو أقوى من المروحيات التقليدية، لتحقيق هذه الممارسة يتطلب الكثير من البراعة بالطيران.

## مخاطر الطيران بالمروحية
أصدرت وزارة النقل الأمريكية كتيبا بعنوان «كتيب أساسيات المروحية»، أحد الفصول معنون ب«بعض المخاطر خلال طيران المروحية». بها لائحة بعشر أشكال من المخاطر تم وضعها، تصميم الدوار المحوري إما يقلل أو يمنع بالكامل تلك المخاطر:
- انهيار الريش الراجعة - تقليل.
- فرط الطاقة - تقليل.
- اهتزاز التردد المتوسط - تقليل.
- اهتزاز التردد العالي - لايوجد.
- انهيار نظام منع اللي بالسرعة الأمامية - ايقاف.
- انهيار نظام منع اللي خلال التحليق - ايقاف.

تقليل أو منع تلك المخاطر كانت هي النقاط القوية في سلامة تصميم الدوار المحوري.